# Cristina villiersi
Cristina villiersi is een hooiwagen uit de familie echte hooiwagens (Phalangiidae).